# Bayreuth International Graduate School of African Studies
Die Bayreuther Internationale Graduiertenschule für Afrikastudien (BIGSAS) wurde am 1. November 2007 an der Universität Bayreuth in Bayreuth, Deutschland, gegründet. Seit ihrer Gründung konnte sich die BIGSAS als Struktur für exzellente forschungsorientierte Doktorandenausbildung stetig weiterentwickeln. Seit 2019 ist BIGSAS die Graduiertenschule für das Exzellenzcluster EXC 2052 „Africa Multiple: Reconfiguring African Studies“. Dieses treibt die Internationalisierung auf der Ebene strukturierter und forschungsorientierter Promotionen voran sowie die gemeinsame Forschung mit Afrika, welche zentrales Thema des Clusters ist. Die Graduiertenschule bietet jungen Akademikern – neben der individuellen Betreuung – auch eine finanzielle Unterstützung und fachliche Vielfalt während ihrer Doktorandenausbildung, die im Mittel etwa vier Jahre dauert. Die Absolventen erwerben durch ihre erfolgreich abgeschlossene Dissertation den Doktorgrad Dr. phil., Dr. rer. nat. oder – in Zusammenarbeit mit der Rechts- und Wirtschaftswissenschaftlichen Fakultät – Dr. jur. oder Dr. rer. pol. Zudem besteht die Möglichkeit zum Doppelabschluss (Double-Degree oder Joint Degree) mit internationalen Partnern/Universitäten.

## Hintergrund / Geschichte
BIGSAS ist Teil des Instituts für Afrikastudien (IAS) der Universität Bayreuth. Eine seit über 40 Jahren andauernde Forschung über Afrika im Bereich der Geistes-, Kultur- und Sozialwissenschaften sowie die enge Zusammenarbeit mit afrikanischen Partnern und Institutionen bilden das Fundament des Afrikaschwerpunkts der Universität Bayreuth. Die Graduiertenschule bietet eine forschungsorientierte Doktorandenausbildung sowie die Möglichkeit gemeinschaftlicher internationaler Betreuung von Promovierenden.
Seit der Gründung des Clusters „Africa Multiple“ begleitet und unterstützt die BIGSAS nicht mehr nur Promovierende, die sich in Eigeninitiative aus aller Welt bei BIGSAS bewerben, um eine strukturierte Promotion in den Afrikastudien aufzunehmen, sondern fördert zudem Promovierende, die als Wissenschaftliche Mitarbeiter in Forschungsprojekte des Clusters eingebunden sind. Derzeit forschen 86 Doktoranden (Junior Fellows) aus 34 Ländern in der BIGSAS (Stand: April 2024). Mehr als die Hälfte der Junior Fellows stammt aus Afrika. Bisher haben 190 Absolventen aus mehr als 35 Ländern erfolgreich abgeschlossen (Stand: April 2024). Im Moment stehen für die wissenschaftliche Ausbildung in der BIGSAS 37 Professoren aus fünf Fakultäten, 32 verschiedenen Lehrstühlen/Instituten und 33 Disziplinen, als Supervisorinnen und Supervisoren zur Verfügung.

## Beteiligte Fachbereiche / Fakultäten
- Fakultät II:  Fakultät für Biologie, Chemie und Geowissenschaften
- Fakultät III: Rechts- und Wirtschaftswissenschaftliche Fakultät
- Fakultät IV: Sprach- und Literaturwissenschaftliche Fakultät
- Fakultät V:  Kulturwissenschaftliche Fakultät
- Fakultät VII: Fakultät für Lebenswissenschaften: Lebensmittel, Ernährung und Gesundheit

## Ziele
Die Graduiertenschule fördert durch ihre fakultäts- und fächerübergreifende Verankerung im Afrikaschwerpunkt der Universität Bayreuth die multi- und interdisziplinäre Orientierung der Junior Fellows. Durch eine organisierte und intensivierte Individual- und Teambetreuung während der gesamten Promotionszeit wird den Junior Fellows eine akademische Qualifikation in Verbindung mit berufsbezogenen Fähigkeiten vermittelt. BIGSAS verfolgt das Ziel, exzellente afrikanische und nicht-afrikanische Akademiker zusammenzubringen, um gemeinsam über Schlüsselthemen im Bereich der Afrikastudien zu forschen (siehe Kooperationen).

## Akademisches Profil
Das BIGSAS Promotionsprogramm setzt sich aus folgenden Komponenten zusammen: eine strukturierte interdisziplinäre Forschung mit multidisziplinärem Mentoring, eine fachspezifische wissenschaftliche Ausbildung in Verbindung mit der Vermittlung arbeitsmarktorientierter Fähigkeiten und vorausschauender Karriereplanung, ein individuell angepasster Forschungsansatz der Doktoranden (Junior Fellows) auf der Basis eigener Forschungsfragen, sowie eine frühe Sichtbarkeit der Junior Fellows in der internationalen Wissenschaft. Zu diesen Zwecken bietet BIGSAS unter anderem Methodenseminare, Sprachkurse, thematische Workshops und Arbeitsgruppen, Kolloquien sowie weitere Kurse auf Anfrage der Doktoranden an (courses on demand).
Für die formale Abwicklung der Dissertationen verfügt die Graduiertenschule über eine eigene Promotionsordnung in inzwischen dritter Fassung.

## Kooperationen
Die Early Career Portfolios der 2019 durch das Cluster neu gegründeten African Cluster Centres (ACC) in Burkina Faso (Université Joseph Ki-Zerbo), Kenia (Moi University), Nigeria (University of Lagos) und Südafrika (Rhodes University) wurden sukzessive auch in die Ausbildungsstrukturen auf Promotionsebene integriert und durch gemeinsame Arbeitsgruppen, Mini-Workshops und anderweitige Austauschformate (online, hybrid und in Person) bespielt. Auf diese Weise kann BIGSAS 17 Jahre nach seiner Gründung ein akademisches Umfeld bieten, das nicht nur höchst ausdifferenziert die Auseinandersetzung mit Epistemologien des Globalen Südens ermöglicht und forciert, sondern auch die Forschung über Afrika mit Afrika weiter und in der alltäglich gelebten akademischen Praxis vor Ort in Bayreuth und an den Partnerinstitutionen intensiviert. Dieses einzigartige akademische Umfeld wird des Weiteren durch ein Netz von kooperierenden Afrikaforschungsinstituten in Lateinamerika, Nordamerika, Indien und Japan begleitet.

## Aktivitäten in der Öffentlichkeit
- BIGSAS@school (jetzt Afrika@school), 2012–2019[3]
- BIGSAS Festival Afrikanischer und Afrikanisch-Diasporischer Literaturen[4]
- BIGSAS in Town (Stadtführung zu afrikarelevanten Orten in Bayreuth)
- BIGSAS Journalistenpreis für exzellenten Journalismus über Afrika in deutschsprachigen Medien[5]
- BIGSAS Football Club (BIGSAS FC)[6]
- BIGSAS Ehrendoktorwürden Verleihungen (2014 und 2022)

## Belege
1. ↑  Förderlinie Exzellenzcluster: Gesamtliste der geförderten Projekte. Website der Deutschen Forschungsgemeinschaft (DFG). Abgerufen am 26. März 2020.
2. ↑  Profilfeld Afrikastudien. Website der Universität Bayreuth. Abgerufen am 14. Februar 2024.
3. ↑  Afrika@school. Website der Model African Union (MAU) Bayreuth e.V. Abgerufen am 26. März 2020.
4. ↑  BIGSAS Festival Afrikanischer und Afrikanisch-Diasporischer Literaturen. Website des BIGSAS-Literaturfestivals. Abgerufen am 26. März 2020.
5. ↑  BIGSAS Journalistenpreis (Memento vom 11. Januar 2011 im Internet Archive). Website des BIGSAS Journalistenpreises. Abgerufen am 26. März 2020.
6. ↑  Universität Bayreuth: BIGSAS FC. Abgerufen am 15. Februar 2024.